# TISM (gruppo musicale)
I TISM (acronimo di This Is Serious Mum) sono un gruppo musicale di anonimato australiano originario di Melbourne e formatosi nel dicembre 1982.

## Storia del gruppo
Il gruppo è stato fondato dal cantante e batterista Humphrey B. Flaubert, dal cantante e bassista Jock Cheese e dal cantante e tastierista Eugene de la Hot Croix Bun, con il cantante Ron Hitler-Barassi che si è unito a loro nel 1983. Questi quattro membri hanno costituito il nucleo della band dall'inizio, con la formazione completata poi dai chitarristi Leak Van Vlalen (1982–1991), Tokin' Blackman (1991–2004; deceduto nel 2008) e Vladimir Lenin-McCartney (2022–present), e dai coristi e ballerini Les Miserables e Jon St. Peenis.
Noti per il loro umorismo nero, il sarcasmo e la scrittura melodica, i sette membri dei TISM appaiono in pubblico come un collettivo pseudonimo, semi-paramilitare mascherato con una varietà di passamontagna e sono noti per le loro apparizioni "caotiche" nei media australiani, spesso ingannando gli intervistatori con assurdi non sequitur e nichilismo ironico.
Il gruppo, formatosi nel dicembre 1982, si è già sciolto nel dicembre 1983, dopo la loro prima esibizione dal vivo. Da allora, ogni spettacolo dal vivo è considerato una "reunion".
Il gruppo ha pubblicato il singolo discografico di debutto Defecate on My Face nel 1985 e l'anno dopo un disco in vinile da 7". 
Il primo album in studio ufficiale è stato pubblicato nel settembre 1988 con il titolo Great Truckin' Songs of the Renaissance.
Hanno sviluppato un vasto seguito nella musica underground durante gli anni '80 e '90, pubblicando una serie di singoli, album e video e anche una linea di fumetti di breve durata e un libro (The TISM Guide to Little Aesthetics, 1990). 
Nel 1990 il gruppo è stato messo sotto contratto dalla Phonogram Records, che pubblicò l'album Hot Dogma nello stesso anno. La band venne però licenziata da questa etichetta dopo alcuni mesi e nel 1991 passò all'etichetta discografica indipendente Shock Records, che pubblica l'EP Gentlemen, Start Your Egos.
La pubblicazione dell'EP Australia the Lucky Cunt (1993) rappresenta un altro momento controverso del gruppo, in quanto la società di Ken Done ha minacciato un'azione legale per l'artwork, che parodiava lo stile caratteristico di Done e raffigurava un koala che succhiava una siringa. La questione venne risolta per una cifra non rivelata e l'EP venne così ripubblicato con una nuova grafica di copertina e con un altro titolo, ossia Censored Due to Legal Advice.
Sostenuto dai singoli (He'll Never Be An) Ol' Man River e Greg! The Stop Sign!!, il loro terzo album Machiavelli and the Four Seasons (1995) ha raggiunto la top 10 della classifica nazionale australiana e ha vinto il premio "Best Independent Release" agli ARIA Music Awards 1995.
Nel giugno 1998 hanno pubblicato l'album www.tism.wanker.com e in seguito finì il loro rapporto con la Shock.
La band si accordò con la Festival Mushroom Records, che ripubblicò l'intero catalogo del gruppo su CD. Il primo e unico album ufficiale con questa etichetta è stato De RigueurMortis, uscito nell'ottobre 2001, a cui fece seguito la raccolta Best Off (2002).
Nel gennaio 2003 il bassista Jock Cheese pubblica un album da solista intitolato Platter, scritto insieme a Ron Hitler-Barassi e Humphrey B. Flaubert.
La band si è sciolta di nuovo alla fine del 2004 dopo l'uscita del sesto album The White Albun. Da questo album è stato tratto il singolo Everyone Else Has Had More Sex Than Me, che ha riscosso successo anche grazie al videoclip animato.
All'inizio del 2005 Damian Cowell, chiamato in precedenza Humphrey B. Flaubert, formò una band country-western chiamata Root!; progetto che portò avanti fino al 2010 producendo due album e un EP. Dal 2010 al 2013 Cowell è stato invece impegnato con un progetto di rock alternativo rappresentato dal gruppo The DC3.
Il 9 aprile 2008 James "Jock" Paull, meglio conosciuto come il chitarrista storico dei TISM Tokin' Blackman, è deceduto a causa di un cancro ai polmoni.
Tra il 2015 ed il 2018 si è vociferato di una reunion del gruppo in qualità di rappresentante del formale invito nei confronti dell'Australia a partecipare all'Eurovision Song Contest.
Tra il 2020 ed il 2021 il gruppo ha prima pubblicato il loro catalogo su Spotify e poi iniziato una campagna di ristampe dei loro lavori.
Il 15 giugno 2022 sono stati annunciati come uno degli artisti principali dell'edizione 2022 del Good Things, un festival rock-heavy metal australiano. Dopo questo annuncio i fondatori dei TISM Humphrey B. Flaubert e Ron Hitler-Barassi hanno fatto alcune apparizioni sui media dopo sedici anni. Nel mese di ottobre viene annunciato il nuovo chitarrista del gruppo con il nome Vladimir Lenin-McCartney, nome d'arte ottenuto dell'unione di quello di Vladimir Lenin e sul duo di cantautori Lennon-McCartney.
Dopo una pausa di circa 18 anni, il gruppo si è quindi esibito nel novembre 2022, tornando sul palco con tre spettacoli a Melbourne e, in dicembre, con la partecipazione al Good Things per tre date a Melbourne, Sydney e Brisbane.
Nel novembre 2023 viene pubblicata una nuova canzone dopo 19 anni; si tratta del singolo I've Gone Hillsong, a cui fece seguito l'EP The "C" Word uscito in dicembre.
Nell'ottobre 2024 il gruppo ha pubblicato il settimo album in studio, il primo dopo venti anni dallo scioglimento, intitolato Death to Art.

## Formazione

### Attuale
- Ron Hitler-Barassi (Peter Minack) - voce (1983-2004, 2022-presente)
- Humphrey B. Flaubert (Damian Cowell) - batteria, voce (1982-2004, 2022-presente)
- Jock Cheese (John "Jack" Holt) - basso, voce, chitarra (1982-2004, 2022-presente)
- Vladimir Lenin-McCartney - chitarra, voce (2022-presente)
- Eugene de la Hot-Croix Bun (Eugene Cester) - tastiera, voce (1982-2004, 2022-presente)
- Jon St. Peenis (II) - sassofono, voce (1991-2004, 2022-presente)
- Les Miserables (II) - ballo, voce (1991-2004, 2022-presente)

### Ex membri
- Tokin' Blackman (James Paull) - chitarra (1991-2004)
- Leak Van Vlalen (Sean Kelly) - chitarra (1982-1991)
- Genre B. Goode	- voce (1982-1985)
- Les Miserables (I) (Andrew Miglietti) - ballo (1982-1991)
- Jon St. Peenis (I) (Mark Fessey) - sassofono, voce (1982-1991)

## Discografia

### Album in studio
- 1988 - Great Truckin' Songs of the Renaissance
- 1990 - Hot Dogma
- 1995 - Machiavelli and the Four Seasons
- 1998 - www.tism.wanker.com
- 2001 - De RigueurMortis
- 2004 - The White Albun
- 2024 - Death to Art

### Album dal vivo
- 1996 - Machines Against the Rage aka Machiavelli – Live
- 2020 - Live at the Corner Hotel 30 May 1988
- 2020 - On Behalf of TISM, I Would Like to Concede We Have Lost the Election
- 2021 - Jesus Education Salvation Uniform Squad

### Raccolte
- 1991 - Gentlemen, Start Your Egos
- 1995 - Collected Recordings 1986–1993
- 2002 - Best Off
- 2021 - Collected Remixes
- 2022 - Collected Versus: The Complete TISM Singles
- 2022 - Defecate on My Face

### EP
- 1986 - Form and Meaning Reach Ultimate Communion
- 1992 - Beasts of Suburban
- 1993 - Australia the Lucky Cunt (reissue: Censored Due to Legal Advice)
- 2023 - The "C" Word